# Haine Brigade
Haine Brigade est un groupe de punk rock français, originaire de Lyon, en Rhône-Alpes. Pendant son activité, le groupe participe à de nombreuses compilations, et sort son premier et unique album studio, Sauvages, sous forme d'un 33 tours, en 1987. Le groupe se sépare en 1990.

## Biographie
Haine Brigade est formé en 1981 à Lyon, en Rhône-Alpes. Après avoir découvert la musique punk au travers des Sex Pistols et de The Clash en 1980, les lyonnais, à cette période, lycéens décident d'en faire eux-mêmes. Lors d'une interview avec le site web français nyarknyark, le guitariste Gilles Garrigos explique que les membres ne savaient pas comment jouer d'un instrument lorsqu'ils ont formé Haine Brigade ; ils décideront donc de choisir des instruments au hasard,. Leur premier concert s'effectue en 1982 lors d'un rally anti-militariste organisé par des anarchistes locaux à Lyon. Depuis ses débuts, Haine Brigade maintient que ses membres jouent pour le plaisir et non pour l'argent.
En neuf ans, Haine Brigade change à de nombreuses reprises de membres. La formation la plus iconique du groupe rassemble Gilles Garrigos à la guitare, Régis Garrigos à la batterie, Pierre-Yves Cachard au saxophone, Dominique à la basse les chanteurs Laurent et Alexa. Haine Brigade publie son seul et unique album studio intitulé Sauvages, en 1987. Ils comptent aussi une cassette (Berlinder Kinder), une série de démos et compilations, ainsi qu'un split avec Bérurier Noir. La couverture de Sauvages comprend une image de deux enfants en train de s'embrasser. Ce choix contredit assez le message que fait passer le nom du groupe. Mais cette contradiction est faite délibérément de la part du groupe : alors que The Clash chantait l'« amour et la haine », Haine Brigade (selon les dires de son chanteur Laurent) fait de même en parlant d'« amour et de haine ». Bien qu'influencés par les groupes The Clash, Sex Pistols et The Ramones, Haine Brigade parvient à créer un style musical unique dans la scène punk des années 1980. L'usage du saxophone par Cachard sur l'album, ainsi que le duo au chant d'Alexa et Laurent contribuent à ce son distinct. Le groupe se sépare en 1990.

## Membres

### Première formation (1981)
- Jean - chant
- Frédéric Grange - batterie
- Gagou (Gagou Znotded) - basse
- Gilles - guitare

### Deuxième formation (1983)
- Alexa - chant
- Laurent - chant
- Gilles Garrigos - guitare
- Dominique - basse
- Régis Garrigos - batterie
- Pierre-Yves Cachard - saxophone

### Troisième formation (1989)
- Laurent - chant
- Gilles Garrigos - guitare
- Régis Garrigos - batterie
- Zvonimir Vidovic - basse

## Discographie
- 1985 : Haine Brigade (cassette 2 titres, démo autoproduite)
- 1986 : Berliner Kinder (cassette 9 titres, Bébé Rose Productions)
- 1987 : Sauvages (33t, 12 titres, Bébé Rose Productions)
- 1987 : Haine Brigade / Bérurier Noir
- 1998 : Haine Brigade / Kochise, Sauvages / La où dansent les morts

Morceaux sur les compilations suivantes,
- 1985 : Rock terroriste et 1984, sur Enragés (K7 Kanaï001)
- 1985 : Vivre pas survivre sur 1984, the Second (New Wave Records), Words Worth Shouting (Radical Change Records) et Rock Army Fraction (Bondage Records / Alerte rouge, 1986)
- 1986 : État de siège, Rock terroriste et Marche, sur Kakophony - Vol 1 (Kakophony)
- 1989 : Quoi de neuf docteur ? sur À bas toutes les armées  (V.I.S.A. / On a faim)
- 1990 : Larmes rebelles, sur Moisissures ! Volume 2 (B.S.S.003)
- 1991 : Territoire des ombres sur Cette machine sert à tuer tous les fascistes (On a faim)
- Rock n' Gones (label et année inconnus)
- Female Power (label et année inconnus)
- Punk Rock aus Frankreich - éditée en RFA en soutien aux prisonniers politiques)  (label et année inconnus)